# Olney, Illinois
Olney là một thành phố thuộc quận Richland, tiểu bang Illinois, Hoa Kỳ. Năm 2010, dân số của thành phố này là 9115 người.

## Dân số
Dân số qua các năm:
- Năm 2000: 8631 người.
- Năm 2010: 9115 người.